# Monte Pero
Il Monte Pero è una montagna del medio Appennino bolognese, che sovrasta sull'abitato di Vergato; il suo massiccio è compreso tra le valli di tre corsi d'acqua: il fiume  Reno a est, il torrente Vergatello a sud e il rio Croara a nord.

## Descrizione
Il monte Pero è isolato rispetto alle alture circostanti, se si eccettua una piccola vetta alle sue pendici settentrionali denominata Il Poggio (645 m); esso inoltre non è molto elevato, poiché raggiunge la quota massima di 759 metri di altitudine, contro gli 826 e gli 817 dei più settentrionali monti Salvaro e Vignola. Nonostante tutto, alle pendici di questa piccola e poco nota montagna dell'Appennino bolognese (è conosciuta quasi soltanto nel territorio comunale di Vergato, cui è dedicata, tra l'altro, una via) è ancora possibile assistere alla suggestiva fioritura della rara peonia selvatica.
Montagna molto ricca di sorgenti, dal monte Pero nascono numerosissimi corsi d'acqua che tributano nel fiume Reno (fosso Cavacchio), nel torrente Vergatello (fosso Fossato, fosso di Marano) e nel rio Croara (fosso Meladelli).

## Linea Gotica
Il Monte Pero costituì uno dei capisaldi dell'ultima difesa tedesca della Linea Gotica sull'Appennino a sud di Bologna che, partendo dal  Monte Belvedere, passava, praticamente senza soluzione di continuità, da Monte Rocca a Monte Salvaro, Monte Sole, Monte Adone e Livergnano, fino al Monte delle Formiche.
La mole del suo massiccio, di cui fa parte anche il Monte Aldara, fu fortificato dai tedeschi con un articolato sistema di trincee, postazioni di tiro, camminamenti e rifugi a partire dall'autunno del 1944, quando, dopo lo sfondamento della Linea Gotica al  Giogo di Scarperia e le successive conquiste del mese di ottobre, la Quinta Armata alleata dovette arrestarsi di fronte alle ultime tenaci difese tedesche. Una linea invernale che tenne il fronte fermo fino alla primavera, causando infinite sofferenze alla popolazione della Valle del Reno. 
Con la ripresa dei combattimenti nel febbraio del 1945 e la caduta del Monte Belvedere, gli alleati procedettero alla conquista delle principali vette sui crinali a ovest di Vergato, trampolini di lancio per l'offensivva finale che si scatenò il 14 aprile. 
Mentre l'artiglieria spianva la strada alla 10th Mountain Division americana in direzione di Roffeno e Tolè, i resti della 334ª Divisione fanteria tedesca e reparti della 94ª resistevano a Cereglio e Monte Pero.
La 1ª Divisione corazzata americana si mosse da Riola verso la valle del Vergatello, mentre l'81º Squadrone Cavalleria, dopo aver occupato Carbona, giunse nel tardo pomeriggio a Vergato, sotto il fuoco dei cannoni e dei mortai piazzati su Monte Pero.
Il mattino del 16 aprile l'81º Squadrone comunicò di aver completato la liberazione di Vergato, dopo il ritiro degli ultimi soldati tedeschi. Nelle stesse ore, il 6º e il 14º Battaglione, passando dallo Spicchio, conquistarono la vetta del Monte Pero.
Sul caposaldo di monte Pero si può percorrere il sentiero di crinale, CAI 150, che permette di scoprire numerosi resti di trincee, piazzole di tiro, camminamenti e rifugi tedeschi.